# Przebój roku RMF FM
Przebój roku RMF FM – muzyczna lista przebojów radia RMF FM podsumowująca cały poprzedni rok w muzyce.

## O programie
Mniej więcej na początku grudnia każdego roku RMF FM zamieszcza na swojej stronie internetowej setkę utworów nominowanych do tytułu „Przeboju roku”. Słuchacze mogą oddać głos, wysyłając SMS pod określony numer albo wypełniając krótki formularz w Internecie. Wyniki głosowania są odtwarzane w formie listy przebojów co roku w noworoczny wieczór. Program ten jest prowadzony przez Darka Maciborka lub Marcina Jędrycha.

## Lata 1991–2000

### 1991 rok
1. Bryan Adams – „Everything I Do (I Do For You)”
2. Queen – Show Must Go On”
3. OMD – „Pandora’s Box”
4. Guns N’ Roses – „Don’t Cry”
5. R.E.M. – „Losing My Religion”

### 1992 rok
1. Guns N’ Roses – „November Rain”
2. Michael Jackson – „Heal The World”
3. Doctor Alban – „It’s My Life”
4. Snap! – „Rhythm Is A Dancer”
5. Guns N’ Roses – „Knockin' On Heavens Door”

### 1993 rok
1. 4 Non Blondes – „What’s Up”
2. Freddie Mercury – Living On My Own”
3. Aerosmith – „Cryin'”
4. Ace of Base – „All That She Wants”
5. Pet Shop Boys – „Go West”

### 1994 rok
1. Wet Wet Wet – „Love Is All Around”
2. Bon Jovi – „Always”
3. Mariah Carey – „Without You”
4. The Cranberries – „Zombie”
5. Youssou N’Dour feat. Neneh Cherry – „7 Seconds”

### 1995 rok
1. Coolio – „Gangsta’s Paradise”
2. Formacja Nieżywych Schabuff – „Lato”
3. Liroy – „Scoobiedoya”
4. Varius Manx – „Pocałuj noc”
5. Diana King – „Shy Guy”

### 1996 rok
1. Varius Manx – „Orła cień”
2. Big Cyc – „Makumba”
3. Mr. President – „Coco Jambo”
4. Anita Lipnicka – „Wszystko się może zdarzyć”
5. Los Del Río – „MacArena”

### 1997 rok
1. Puff Daddy feat. Faith Evans – „I'll Be Missing You”
2. Magma – „Aicha”
3. Backstreet Boys – „As Long As You Love Me”
4. Budka Suflera – „Takie tango”
5. Coolio – „C U When U Get There”

### 1998 rok
1. Céline Dion – „My Heart Will Go On”
2. Cher – „Believe”
3. Sasha – „If You Believe”
4. Madonna – „Frozen”
5. Lighthouse Family – „High”

### 1999 rok
1. Eiffel 65 – „Blue (Da Ba Dee)”
2. 2 Pac – „Changes”
3. Britney Spears – „…Baby One More Time”
4. Britney Spears – „(You Drive Me) Crazy”
5. Whitney Houston – „My Love Is Your Love”

### 2000 rok
1. Bon Jovi – „It’s My Life”
2. Bomfunk MC’s – „Freestyler”
3. Sonique – „Sky”
4. Eminem – „Stan”
5. Budka Suflera – „Bal wszystkich świętych”

## Lata 2001–2010

### 2001 rok
1. Brainstorm – „Maybe”
2. Kylie Minogue – „Can’t Get U Out Of My Head”
3. Leonard Cohen – „In My Secret Life”
4. T.Love – „Nie, nie, nie”
5. Alizée – „Moi... Lolita”

### 2002 rok
1. Nickelback – „How You Remind Me”
2. Darren Hayes – „Insatiable”
3. The Calling – „Wherever You Will Go”
4. Céline Dion – „I’m Alive”
5. Wilki – „Baśka”

### 2003 rok
1. The Rasmus – „In the Shadows”
2. Evanescence – „Bring Me to Life”
3. Sugababes – „Stronger”
4. The Black Eyed Peas feat. Justin Timberlake – „Where Is the Love”
5. Céline Dion – „I Drove All Night”

### 2004 rok
1. Krzysztof Krawczyk feat. Edyta Bartosiewicz – „Trudno tak (razem być nam ze sobą)”
2. Wilki – „Bohema”
3. Lady Pank – „Stacja Warszawa”
4. ATB – „Ecstasy”
5. Kombii – „Sen się spełni”

### 2005 rok
1. Madonna – „Hung Up”
2. Krzysztof Kiljański feat. Kayah – „Prócz Ciebie nic”
3. 2Pac feat. Elton John – „Ghetto Gospel”
4. Virgin – „Znak pokoju”
5. Beata Kozidrak – „Teraz płynę”

### 2006 rok
1. Piotr Rubik – „Psalm dla Ciebie”
2. Katie Melua – „Nine Million Bicycles”
3. Mezo feat. Kasia Wilk – „Sacrum”
4. Andrzej Piaseczny – „...i jeszcze”
5. Bob Sinclar – „Love Generation”

### 2007 rok
1. Timbaland feat. OneRepublic – „Apologize”
2. Feel – „A gdy jest już ciemno”
3. Nelly Furtado – „Say It Right”
4. Feel – „No pokaż na co Cię stać”
5. IRA – „Londyn 08:15”

### 2008 rok
1. Feel – „Jak anioła głos”
2. Guru Josh Project – „Infinity 2008”
3. Morandi – „Angels”
4. Pectus – „To, co chciałbym Ci dać”
5. Amy Macdonald – „This Is the Life”

### 2009 rok
1. Agnieszka Chylińska – „Nie mogę Cię zapomnieć”
2. Michael Jackson – „This Is It”
3. Andrzej Piaseczny – „Chodź, przytul, przebacz”
4. Lady Gaga – „Poker Face”
5. The Black Eyed Peas – „I Gotta Feeling”

### 2010 rok
1. Shakira – „Waka Waka (This Time for Africa)”
2. Andrzej Piaseczny – „Śniadanie do łóżka”
3. Rihanna – „Only Girl”
4. Michael Jackson feat. Akon – „Hold My Hand”
5. Shakira – „Loca”

## Lata 2011–2020

### 2011 rok
1. Adele – „Someone Like You”
2. Sylwia Grzeszczak – „Małe rzeczy”
3. Zakopower – „Boso”
4. Adele – „Rolling in the Deep”
5. Enej – „Radio Hello”

### 2012 rok
1. Adele – „Skyfall”
2. Enej – „Skrzydlate ręce”
3. Gotye feat. Kimbra – „Somebody That I Used to Know”
4. Lykke Li – „I Follow Rivers (The Magician Remix)”
5. Enej – „Tak smakuje życie”

### 2013 rok
1. Kamil Bednarek – „Cisza”
2. Enej – „Symetryczno-liryczna”
3. OneRepublic – „Counting Stars”
4. Piersi – „Bałkanica”
5. Sylwia Grzeszczak – „Księżniczka”

### 2014 rok
1. Indila – „Dernière danse”
2. Ed Sheeran – „I See Fire”
3. Bednarek – „Chwile jak te”
4. Pharrell Williams – „Happy”
5. Sia – „Chandelier”

### 2015 rok
1. Adele – „Hello”
2. Ellie Goulding – „Love Me like You Do”
3. Bednarek – „Euforia”
4. Adam Lambert – „Ghost Town”
5. Enej – „Kamień z napisem Love”

### 2016 rok
1. Agnieszka Chylińska – „Królowa łez”
2. LP – „Lost on You”
3. Bednarek – „List”
4. Sylwia Grzeszczak – „Tamta dziewczyna”
5. Rihanna – „Love on the Brain”

### 2017 rok
1. Luis Fonsi feat. Daddy Yankee – „Despacito”
2. Ed Sheeran – „Perfect”
3. Imagine Dragons – „Thunder”
4. Ania Dąbrowska – „Z Tobą nie umiem wygrać”
5. Ed Sheeran – „Shape of You”

### 2018 rok
1. Paweł Domagała – „Weź nie pytaj”
2. Męskie Granie Orkiestra 2018 – „Początek”
3. Dawid Podsiadło – „Małomiasteczkowy”
4. C-Bool – „Wonderland”
5. Margaret – „Byle jak”

### 2019 rok
1. Dawid Podsiadło – „Trofea”
2. Tones and I – „Dance Monkey”
3. Viki Gabor – „Superhero”
4. Golec uOrkiestra i Gromee feat. Bedoes – „Górą Ty”
5. Shawn Mendes i Camila Cabello – „Señorita”

### 2020 rok
1. Sanah – „Szampan”
2. The Weeknd – „Blinding Lights”
3. Quebonafide feat. Daria Zawiałow – „Bubbletea”
4. Michael Patrick Kelly – „Beautiful Madness”
5. Baranovski – „Lubię być z nią”

## Lata 2021–2024

### 2021 rok
1. Dawid Kwiatkowski – „Bez Ciebie”
2. Męskie Granie Orkiestra 2021 – „I Ciebie też, bardzo”
3. Sanah i Vito Bambino – „Ale Jazz”
4. Måneskin – „I Wanna Be Your Slave”
5. Elton John i Dua Lipa – „Cold Heart” (PNAU Remix)

### 2022 rok
1. Agnieszka Chylińska – „Kiedyś do Ciebie wrócę”
2. Sanah – „Nic dwa razy (W. Szymborska)”
3. Dawid Podsiadło – „To co masz Ty!”
4. Harry Styles – „As it Was”
5. Doda – „Melodia Ta"

### 2023 rok
1. Smolasty & Doda – „Nim zajdzie słońce”
2. The Kolors – „Italodisco”
3. Męskie Granie Orkiestra 2023 – „Supermoce”
4. Daria Zawiałow – „Z Tobą na chacie”
5. Miley Cyrus – „Flowers”

### 2024 rok
1. Sylwia Grzeszczak – „och i ach”
2. Oskar Cyms – „Cały czas”
3. Sanah – „było, minęło”
4. Lady Gaga & Bruno Mars – „Die with a Smile”
5. Wiktor Dyduła – „Tam słońce gdzie my”